# Алексеевка (Сарненский район)
Алексе́евка (укр. Олексіївка) — село в Вировской сельской общине Сарненского района Ровненской области Украины.
Население по переписи 2001 года составляло 328 человек. Почтовый индекс — 34551. Телефонный код — 3655. Код КОАТУУ — 5625480902.